# Lagosuchus
Lagosuchus ('haaskrokodil') is een geslacht van uitgestorven reptielen uit de groep der Archosauria. Het dier was zo'n vijfendertig centimeter lang en vermoedelijk een verwant van de voorouders van de dinosauriërs. Hij is gevonden in Argentinië en leefde zo'n 235 miljoen jaar geleden, in het Midden-Trias, het Ladinien. Hoewel de groep waartoe Lagosuchus hoort de voorouders van de dinosauriërs omvat, is Lagosuchus zelf vermoedelijk geen directe voorouder. Hij leefde ongeveer gelijk met de eerste dinosauriërs, zoals Eoraptor en Herrerasaurus, en was dus een evolutionaire doodlopende tak. 
Tegenwoordig wordt meestal aangenomen dat Lagosuchus talampayensis, beschreven in 1971, een nomen nudum is, terwijl de goed bekende fossielen die door Alfred Romer in 1972 beschreven zijn als L. lilloenis door Paul Sereno in 1994 hernoemd zijn tot Marasuchus lilloensis.

## Kenmerken
Marasuchus, wellicht de volwassen vorm, is achtenvijftig centimeter lang bij een gewicht van tweehonderd gram.
Lagosuchus had enkele kenmerken die sterk deden denken aan dinosauriërs, in het bijzonder de Theropoda. Zo had hij een S-vormige nek, soortgelijke mesotarsale enkelgewrichten, lange achterpoten en korte voorpoten.
Lagosuchus is bekend van zeer onvolledige overblijfselen (alleen een achterpoot plus een schouderblad en wervels). Uit de kenmerken van de poot blijkt echter dat het een licht gebouwde archosauriër was en opmerkelijk is vanwege zijn lange slanke benen en goed ontwikkelde voeten, kenmerken die hij deelt met bepaalde dinosauriërs. Deze kenmerken, evenals vergelijkingen met naaste verwanten, suggereren dat hij korte tijd op zijn achterpoten kon rennen, hoewel hij waarschijnlijk meestal op handen en voeten wandelde. Lagosuchus was waarschijnlijk een behendig roofdier dat snelheid kon gebruiken om zijn prooi te achtervolgen en aan grotere roofdieren te ontsnappen. Lagosuchus was ongeveer zo groot als een fret.

## Geschiedenis
De soort Lagosuchus talampayensis werd voor het eerst benoemd door Alfred Sherwood Romer in 1971, die het als een 'pseudosuchiër' beschouwde (toen een verzameling van verschillende thecodonten zonder dinosauriërs). Het holotype is PULR 09. In 1972 benoemde hij een tweede soort, Lagosuchus lilloensis, bekend van een groter en beter bewaard gebleven skelet. Een later overzicht door Jose Bonaparte in 1975 synonymiseerde de twee soorten en beschouwde Lagosuchus intermediair tussen pseudosuchiërs en saurischische dinosauriërs.
Moderne auteurs beschouwen nu ten minste L. lilloensis als stevig genesteld in de klade van archosauriërs, en in een tak die naar dinosauriërs leidde. Het geslacht Lagosuchus wordt echter door sommigen als dubieus beschouwd. Paul Sereno en Andrea Arcucci beschouwden L. talampayensis als een nomen dubium in een onderzoek uit 1994 en hebben L. lilloensis herplaatst in een nieuw geslacht, Marasuchus. In 2019 werd het holotypeskelet van L. talampayensis opnieuw beschreven door Federico Agnolin en Martin Ezcurra, die bepaalden dat het niet alleen diagnostisch was, maar niet te onderscheiden was van specimen van Marasuchus lilloensis en zo de synonymie ondersteunde die werd voorgesteld door Bonaparte. Bovendien is de datering van de formatie onduidelijk. Recent onderzoek heeft de Chañares gedateerd in het vroege Carnien van het Laat-Trias.